# Фискальные марки Италии

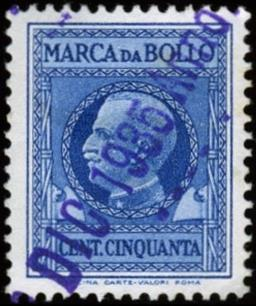
Итальянская фискальная марка, погашенная в 1935 г.

Итальянская фискальная марка, именуемая по-итальянски «marca da bollo», — фискальная марка, которая использовалась в Италии с 1863 года в качестве платы за удостоверение подлинности актов и официальных документов (например, нотариальных актов, заявлений, паспортов и т. д.).
Для выдачи паспорта требуется итальянская фискальная марка для паспортов, называемая по-итальянски «marca da bollo per passaporto» (или, точнее, «concessione governativa passaporto»). Если раньше фискальная марка вклеивалась в паспорт (при этом ежегодно вклеивалась ещё одна только при использовании паспорта за пределами ЕС), то теперь требуется только одна «marca», которая наклеивается на бланк заявления на получение паспорта.
Эти марки обычно продаются в табачных киосках или в уполномоченных общественных местах.

## Замена марок наклейками

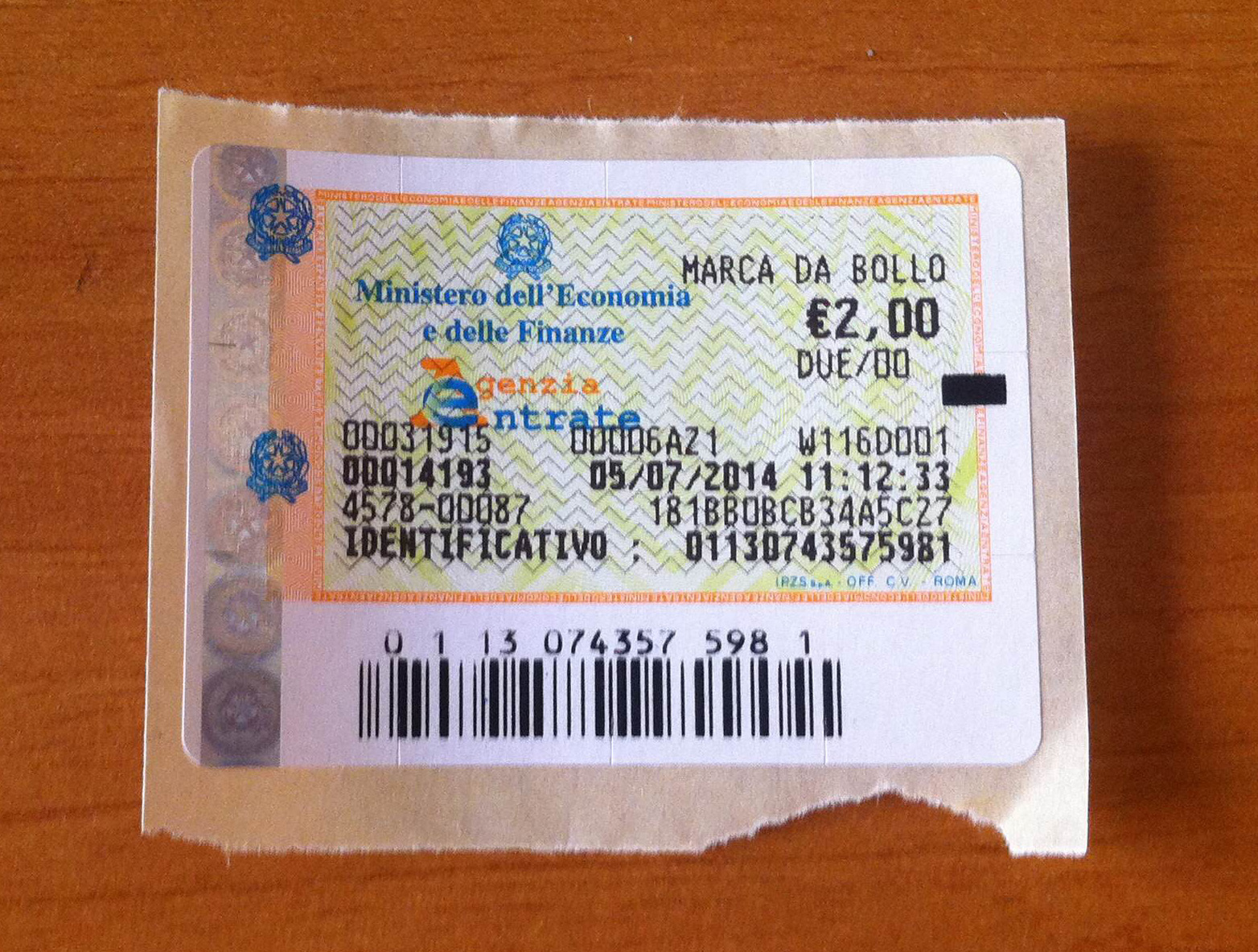
Итальянская фискальная марка-наклейка, 2014 г.

С июня 2005 года марки были заменены наклейками (стикерами), выпускаемыми телематической службой итальянского налогового ведомства Agenzia delle Entrate (Agenzia delle Entrate) в точках продажи. Наклейки заменили марки 1 сентября 2007 года.
Те, у кого на тот момент ещё оставались старые марки, не смогли их использовать из-за перехода на самоклеящиеся наклейки, причём в настоящее время возврат денег за старые марки не производится. Из-за того, что марки были закуплены заранее в больших количествах, некоторые компании понесли финансовые убытки, поскольку приобрели их незадолго до перехода на наклейки.
Требование ежегодной покупки физических марок или наклеек было отменено 24 июня 2014 года. С 2015 года оно было заменено электронной системой взимания пошлин. Ожидается, что эта программа в конечном итоге будет отменена, чтобы привести систему управления паспортами Италии в соответствие с системами стран-партнеров ЕС, которые, как правило, не требуют осуществления таких платежей.